# Хнуштја
Хнуштја (слч. Hnúšťa, мађ. Nyustya) град је у Словачкој, који се налази у оквиру Банскобистричког краја, где је у саставу округа Римавска Собота.

## Географија
Хнуштја је смештена у средишњем делу државе. Главни град државе, Братислава, налази се 275 km источно од града.
Рељеф: Хнуштја се развила у јужном делу планинског венца Татри. Насеље се налази у долини реке Римаве, испод планине Словачко Рудогорје. Град је положена на приближно 300 m надморске висине.
Клима: Клима у Хнушћи је умерено континентална.
Воде: Хнуштја се развила на реци Римави, у горњем делу тока реке.

## Историја
Људска насеља на овом простору везују још за време праисторије. Насеље под данашњим именом први пут се спомиње у 1334. Насеље се посебно развило током 19. века, када је овде радила железара.
Крајем 1918. Хнуштја је постала део новоосноване Чехословачке. У време комунизма дошло је до нагле индустријализације, па и до наглог повећања становништва. После осамостаљења Словачке град је постао њено општинско средиште, али је дошло до привредних тешкоћа у време транзиције.

## Становништво
| Година:    | 1994. | 2004.   | 2014.   | 2024.    |
| ---------- | ----- | ------- | ------- | -------- |
| Број људи: | 7455  | 7558    | 7676    | 6436     |
| Разлика:   |       | +1,38 % | +1,56 % | -16,15 % |

| Година:    | 2023. | 2024.   |
| ---------- | ----- | ------- |
| Број људи: | 6504  | 6436    |
| Разлика:   |       | -1,04 % |

Данас Хнуштја има преко 7.500 становника и последњих година број становника опада.
Етнички састав: По попису из 2001. састав је следећи:
- Словаци - 93,1%,
- Роми - 3,4%,
- Мађари - 1,1%,
- Чеси - 0,4%,
- остали.

Верски састав: По попису из 2001. састав је следећи:
- римокатолици - 36,4%,
- лутерани - 21,6%,
- атеисти - 35,4%,
- остали.